# Movimiento Nacional
Pour les articles homonymes, voir Mouvement national.
 (avril 2016).
Le Movimiento Nacional (Mouvement national) ou Movimiento était la désignation officielle de l'appareil d'État de l'Espagne franquiste entre 1937 et 1977.

## Movimiento Nacional: définition

### Un pouvoir dictatorial
Le Movimiento Nacional est la constitution en appareil politique de l'idéologie née à partir du soulèvement militaire du 18 juillet 1936, dirigé par un groupe de militaires contre la République espagnole, dont le général Franco, prendra la tête du mouvement en octobre 1936. La Falange Española Tradicionalista y de las Juntas de Ofensiva Nacional Sindicalista, issue de la première Phalange espagnole, est le parti unique. Dans le domaine social, il n'existe qu'un seul syndicat et l'adhésion y est théoriquement obligatoire ; dans le domaine religieux, le catholicisme est religion d'État (les autres cultes sont cependant autorisés) ; dans le domaine familial, le mariage ne doit pas seulement être civil mais aussi religieux, et le divorce est interdit (sauf cas très graves) ; dans le domaine sexuel, les pratiques non traditionnelles sont pourchassées ; dans le domaine éducatif, tous les enseignements sont tenus de transmettre la même idéologie nationaliste.
La Charte des Espagnols (Fuero de los españoles), promulguée en 1945, énumère les libertés octroyées à ceux-ci. On y lit par exemple que chacun peut exprimer librement ses idées, à condition qu'elles ne portent pas atteinte aux principes fondamentaux de l'État ; que le droit d'association et de réunion est garanti, mais seulement « à des fins licites » ; et que tous ces droits peuvent être suspendus en cas d'urgence.

### Un pouvoir autocratique
Tous les pouvoirs sont réunis entre les mains d'un seul homme. Franco est chef d’État, chef du gouvernement, chef du syndicat officiel, généralissime des armées. Il se fait appeler « Caudillo » (chef militaire à la tête d'un mouvement). En 1939, la Ley de Jefatura del Estado (Loi sur la direction de l'État) lui octroie « de manière permanente les fonctions de gouvernement », et prévoit explicitement qu'en cas d'urgence, il est dispensé de présenter les nouvelles lois à ses ministres.
Il existe bien une assemblée, les Cortès, mais tous ses membres sont désignés directement ou indirectement par le chef de l’État, et d'ailleurs, elle n'a qu'un rôle consultatif.
Cependant, le pouvoir est concentré surtout dans l'entourage de Franco et non dans sa personne comme le démontre le témoignage de Gonzalo Fernández de la Mora à l'historien Arnaud Imatz : « La plupart des gens imaginent Franco en dictateur orgueilleux et autoritaire, qui n'écoutait que lui. Rien de plus faux ! J'ai assisté à de très nombreux Conseils des ministres, et je puis vous assurer que je ne l'ai jamais vu arriver en disant "j'ai décidé que..." Non! La méthode était invariable. Il invitait ses ministres à débattre. Il demandait leur avis. Puis, très démocratiquement, il suggérait que l'on vote. Enfin, lorsqu'une majorité se dégageait, il optait toujours pour elle. C'en était agaçant. Il était patient, lent, réfléchi, scrupuleux. Mais lorsque la décision était prise, il l'appliquait coute que coûte, sans jamais revenir en arrière ».

### Un pouvoir répressif
Il ne peut se subsister que par la contrainte. L'arsenal des lois, décrets et dispositions diverses qui concernent la répression est infini. La Loi sur les Responsabilités politiques de 1939 est complétée par celle du 1er mars 1940, contre les francs-maçons et les communistes, « qui sèment des idées dissolvantes contre la religion, la Patrie et les institutions fondamentales » L'année suivante, c'est la Loi sur la Sécurité de l'Ėtat, et en 1947, la « Ley de represión de bandidaje y terrorisme », etc. Tous ces textes dressent un inventaire de conduites considérées comme délictueuses qui permettent à la police la plus large initiative.
Cependant, après la guerre civile, la peur régnait mais les critiques contre les orientations du régime et de son gouvernement s'exprimaient à haute voix et s'écrivaient même dans certains journaux autorisés.
L'écrivain Jorge Semprún, qui passa sa vie à lutter contre le régime, affirme lors d'une interview réalisée en 1981 sur les écrivains en exil :

« La répression franquiste, qui a été très brutale, n'est pas comparable aux répressions staliniennes. Elle n'est pas comparable parce qu'elle n'a pas les mêmes moyens, parce qu'elle compte ses victimes par centaines ou milliers mais pas par millions. Je connais beaucoup de gens qui ont passé quinze ans dans une prison franquiste, ce qui est monstrueux ; mais une prison franquiste, comme celle de Burgos, comparée à un camp soviétique, c'est de la rigolade. Les détenus recevaient des paquets, ils avaient une vie politique. Pendant des heures entières ils se dispensaient des cours. Ils arrivaient à voir des contacts avec l'extérieur et dans leur trou avaient des postes de radio. Les bonnes sœurs étaient aimables et faisaient passer des lettres. Ils avaient des visites non pas tous les six mois, mais deux fois par semaine. Je le rappelle afin de faire comprendre à un certain nombre d'intellectuels espagnols qu'ils ont, bien sûr, vécu la dictature et la répression, que tout cela était horrible, mais qu’ils ne sont pas pour autant le nombril du monde, et que les souffrances endurées par l'Espagne n'ont pas été les plus intolérables du XXe siècle. Il faut garder le sens des proportions. (cf Franco, Andrée Bachoud, 1997) »

### Un pouvoir centralisateur
Les différentes régions qui constituent la nation espagnole sont dépouillées de tous droits et de toute initiative en ce qui concerne leur propre gestion. Toute décision les concernant doit être prise à Madrid, centre géographique et politique du pays. Et à Madrid, tout acte de gouvernement doit être revêtu de la signature du Caudillo.
Le centralisme franquiste fut un des éléments du système les plus violemment et constamment contestées par des régions comme la Catalogne, le Pays basque et dans une moindre mesure la Galice et qui avaient conscience de posséder une histoire et une culture distinctes de celles de la Castille. La conquête progressive de l'autonomie ne fut acquise qu'à l'avènement de la démocratie sous la monarchie de Juan Carlos Ier à partir de 1978.

## Les composantes idéologiques du régime
Pendant la guerre, la lutte contre un ennemi commun avait réussi à fédérer autour du Généralissime divers groupes politiques qui n'avaient en réalité pas grand-chose à avoir les uns avec les autres :
- les phalangistes de la Phalange Espagnole Traditionaliste (FET) et des Juntas Ofensivas Nacional-Sindicalistas (JONS), réunis au sein de la Falange Española Tradicionalista y de las Juntas de Ofensiva Nacional Sindicalista (FET y de las JONS), groupes numériquement réduits mais bien organisés et ne reculant pas devant « la dialectique du poing et du pistolet » pour se faire entendre, très influencés par le fascisme, mais bien moins par le nazisme, et dégagés de toute relation avec l'Église. Leur jeune chef charismatique, José Antonio Primo de Rivera, fils du dictateur au pouvoir entre 1921 et 1930, arrêté en mars 1936 avant le début de la guerre, avait été exécuté par les républicains dans la prison d'Alicante, quatre mois après le début de la guerre ;
- à l'extrême opposé, les carlistes : non pas un parti ou un groupe, mais une mouvance idéologique traditionaliste et nationaliste, prônant un catholicisme intégriste ;
- les monarchistes, parmi lesquels plusieurs généraux, partisans d'une restauration immédiate de la dynastie des Bourbon, et donc opposés à la dictature ;
- enfin, la masse des Espagnols conservateurs et catholiques, sans doctrine économique ou politique bien précise, dont la famille de Franco était l'exemple le plus démonstratif.

Avec sa prudence habituelle, le Caudillo se garde bien d'éliminer ou de dissoudre l'une ou l'autre de ces composantes, même s'il ne se faisait aucune illusion sur les luttes d'influence et les complots qui se tramaient dans son entourage. À l'inverse, le décret d'unification de 1937 déclare réunir tous les Espagnols dans un vaste « Mouvement National ».
Néanmoins, tant que les régimes fascisants l'emportèrent en Europe, c'est l'influence phalangiste qui domine : encadrement des enfants et adolescents dans des Frentes de Juventudes, culte du chef, manifestations de masse, salut fasciste, etc. Mais, constatant la défaite progressive des forces de l'Axe, Franco commença à écarter peu à peu des sphères gouvernementales les personnalités phalangistes les plus notables. En 1942, c'est le tour de son propre beau-frère Ramón Serrano Súñer, jusqu'alors ministre des Affaires Étrangères. L'année suivante, prenant prétexte d'une pétition signées par 27 membres des Cortès en faveur de la monarchie, il destitue quelques-uns des généraux monarchistes les plus actifs.
En 1944, le franquisme est entièrement domestiqué. Franco ne choisira plus que des technocrates, tel l'amiral monarchiste Luis Carrero Blanco, qui, de sous-secrétaire d'État parviendra à la charge suprême de chef du gouvernement en 1973 (puis sera assassiné par ETA lors d'un attentat à Madrid).
Mais Franco avait retenu quelque chose de la leçon du fascisme : un régime fort a besoin d'images symboliques pour s’imposer au peuple. C'est pourquoi, tout en écartant ses principaux chefs, il récupère le symbolisme de la Phalange au profit de sa propagande. Il transforme José Antonio Primo de Rivera en martyr du franquisme ; il adopte le sigle FET de las JONS ; il se fait portraiturer en chemise bleue, uniforme des phalangistes ; il fait peindre partout le l'emblème du joug et des flèches, emprunté par les phalangistes aux Rois Catholiques du XVIe siècle.

## Loi des principes duMouvement nationalde 1958
La principale arme de Franco, qui laisse s'exprimer d'abondance ses ministres lors des conseils, reste la passivité, une passivité que chacun s'emploie à user, car tous le savent capable d'évoluer... lentement.
Cependant, en matière de législation, l'équipe connaît quelques réussites. La loi des principes du Mouvement national, promulguée le 17 mai 1958, remplace les vingt-six points édictés par José Antonio Primo de Rivera lors de la création de la Phalange. La loi divine est réaffirmée ainsi que la dépendance de l'Espagne vis-à-vis des doctrines sociales de l'Église : rien ne semble changer des orientations fondamentales du régime. L'unité, la catholicité, l'hispanité, l'armée, la famille, la commune et le syndicat en demeurent les bases. Mais dans sa rédaction cette loi diffère des textes précédents en ceci que, pour la première fois, elle omet de rendre hommage aux fondateurs de la Phalange.
Voici l'extrait de la loi lors de l'acte officiel aux Cortès, le 17 mai 1958 :
Moi, Francisco Franco Bahamonde, Caudillo d'Espagne, conscient de ma responsabilité devant Dieu et devant l'Histoire, en présence des Cortes du Royaume, promulgue les Principes du Mouvement National, compris comme la communion des Espagnols dans les idéaux qui ont donné la vie à la Croisade, les suivants :
- -I- L'Espagne est une unité de destin dans ce qui est universel. Le service d'unité, de grandeur et de liberté de la Patrie est un devoir sacré et le rôle collectif de tous les Espagnols.

- -II- La Nation espagnole considère comme timbre d'honneur le respect à la Loi de Dieu, selon la doctrine de la Sainte Église Catholique, Apostolique et Romaine, la seule vrai et foi inséparable de la conscience nationale, qui inspirera sa législation.

- -III- L'Espagne, racine d'une grande famille de peuples, avec lesquels elle se sent indissolublement fraternellement unie, elle aspire à l'instauration de la justice et de la paix entre les nations.

- -IV- L'unité entre les hommes et les terres d'Espagne est intangible. L'intégrité de la Patrie et son indépendance sont les exigences suprêmes de la communauté nationale. Les Armées d'Espagne, sont la garantie de sa sécurité et l'expression des vertus héroïques de notre peuple, ils devront posséder la force nécessaire pour le meilleur service de la Patrie.

- -V- La communauté nationale est fondée sur l'homme, comme porteur des valeurs éternels, et sur la famille, comme base de la vie sociale ; mais les intérêts individuels et collectifs doivent toujours être subordonnés au bien commun de la Nation, constituée par les générations passées, présentes et futures. La Loi protège également le droit de tous les Espagnols.

- -VI- Les organismes naturels de la vie sociale : famille, commune et syndicat, sont des structures de base de la communauté nationale. Les institutions et les corporations d'un autre caractère que satisfont des exigences sociales d'intérêt général devront être protégées pour qu'ils puissent efficacement prendre part à l'amélioration des fins de la communauté nationale.

- -VII- Le peuple espagnol, uni dans un ordre de Droit, informé par les postulats d'autorité, liberté et service, constitue l'État National. Sa forme politique c'est, dans les principes immuables du Mouvement National et d'autant qu'ils déterminent la Loi de Succession et d'autres Lois fondamentales, la Monarchie traditionnelle, catholique, sociale et représentative.

- -VIII- Le caractère représentatif de l'ordre politique c'est le principe de base de nos institutions publiques. La participation du peuple dans les fonctions législatives et dans les autres fonctions d'intérêt général sera menée à bien par le biais de la famille, de la commune, le syndicat et autres organismes avec représentation organique qu'à cette fin reconnaissent les lois. Toute organisation politique d'une autre nature, en marge de ce système représentatif, sera considérée illégale.

Tous les Espagnols auront l'accès aux charges et aux fonctions publiques selon leur mérite et capacité.
- -IX- Tous les Espagnols ont droit :

1. à une justice indépendante, qui sera gratuite pour ceux qui manquent de moyens économiques ;
2. à une éducation générale et professionnelle, qu'il ne pourra jamais cesser d'être reçu par manque des moyens matériels ;
3. aux bénéfices de l'assistance et de sécurité sociales et
4. à une distribution équitable du revenu national et des charges fiscales. L'idéal chrétien de la justice sociale, reflété dans la Juridiction du Travail, inspirera la politique et les lois.

- -X- On reconnaît le travail comme origine de hiérarchie, devoir et honneur des Espagnols, et à la propriété privée, dans toutes ses manières, comme droit conditionné à sa fonction sociale. L'initiative privée, fondement de l'activité économique, devra être stimulée, acheminée et, le cas échéant, suppléée par l'action de l'État.

- -XI- L'Entreprise, l'association d'hommes et des moyens ordonnés à la production, constitue une communauté d'intérêts et une unité de buts. Les relations entre les éléments de celle-là doivent se baser sur la justice et sur la loyauté réciproque, et les valeurs économiques seront subordonnées à ceux d'ordre humain et social.

- -XII- Articles

L'État essayera par tous les moyens à sa portée de perfectionner la santé physique et morale des Espagnols et de leur assurer les plus dignes conditions de travail ; promouvoir le progrès économique de la nation avec l'amélioration de l'agriculture, la multiplication des œuvres d'irrigation et la réforme sociale du domaine ; orienter l'emploi plus juste et la distribution du crédit public ; sauvegarder et favoriser la prospection et l'exploitation des richesses minières ; intensifier le processus d'industrialisation ; parrainer la recherche scientifique et favoriser les activités maritimes, répondant à l'extension de notre population marine et à notre exécutoire navale.
Dans sa vertu, je dispose :
- Article 1 Les principes contenus dans la présente Promulgation, synthèse dont ils inspirent les Lois fondamentales authentifiées par la nation dans 6 juillet 1947, sont, par sa nature propre, permanents et invariables.

- Article 2 Tous les organes et autorités seront obligés à leur observance plus stricte. Le serment qui est exigé pour être investi de charges publiques devra se référer au texte de ces Principes fondamentaux.

- Article 3 Seront nulles les lois et les dispositions de toute sorte si elles nuisent ou amoindrissent les Principes proclamés dans la présente Loi fondamentale du Royaume.

## Dissolution
Dans les années 1960, ce qu'on appellera « le miracle espagnol » sera principalement le résultat de la politique économique menée par des ministres technocrates (voir plus haut à ce sujet le paragraphe Un pouvoir autocratique). Franco, qui les avait bien sûr nommés à son gouvernement, pouvait aussi comprendre les problèmes économiques quand on les lui expliquait, mais n'avait pas de compétences dans ce domaine. En 1967, un journal espagnol osera même se demander : « Qui gouverne l'Espagne ? »
En 1969, Juan Carlos devient le successeur désigné du Caudillo. La Monarchie sera ainsi définitivement restaurée dès la mort du vieux dictateur en 1975 et le Movimiento dissous en 1977 lors de la transition démocratique espagnole.

### La guerre des symboles: 2000-2005
Le franquisme a laissé de nombreuses traces dans le paysage urbain: monuments, statues, rues portant les noms de dignitaires du régime.
Depuis le début des années 2000, plusieurs statues de Franco ont été déboulonnées : à Ferrol, sa ville natale, en 2002, à Ponteareas en 2003 et plus récemment à Madrid, le 17 mars 2005, où les autorités municipales ont fait démonter la dernière statue de Franco (bronze équestre) qui trônait encore sur une place de la ville. Édifiée en 1959, elle se trouvait au centre de la place San-Juan-de-la-Cruz. Le lendemain, des nostalgiques du franquisme ont manifesté bruyamment.
Si depuis 1975, dans un souci de réconciliation, les gouvernements successifs se sont refusés à toucher à ces symboles et à « rouvrir les plaies du passé » (selon l'expression d'un responsable du Parti Populaire), le gouvernement socialiste au pouvoir depuis 2004 a affirmé sa volonté d'éradiquer les symboles du passé. Un projet de loi est toujours en préparation. En décembre 2011, Mariano Rajoy est élu, et le projet est enterré. Au contraire, Courrier international titre, le 20 novembre 2013 que « L'aile franquiste plane encore sur la droite » et que « Les jeunes militants du Parti populaire au pouvoir s’affichent sans complexes avec des symboles du régime de Franco ».

## Secrétaires généraux
- Raimundo Fernández Cuesta (janvier 1938 – août 1939)
- Agustín Muñoz Grandes (août 1939 – 1940)
- José Luis Arrese (mai 1941 – juillet 1945)
- Raimundo Fernández Cuesta (novembre 1948 – février 1956)
- José Luis Arrese (février 1956 – février 1957)
- José Solís Ruiz (février 1957 – 1969)
- Torcuato Fernández Miranda (1969 – janvier 1974)
- José Utrera Molina (janvier 1974 – mars 1975)
- Fernando Herrero Tejedor (mars 1975 – juin 1975)
- José Solís Ruiz (juin 1975 – décembre 1975)
- Adolfo Suárez (décembre 1975 – juillet 1976)
- Ignacio García López (juillet 1976 – avril 1977)